# Ladislav Stroupežnický
Ladislav Stroupežnický, né le 6 janvier 1850 à Cerhonice et mort le 11 août 1892 à Prague, est un écrivain et dramaturge tchèque du Théâtre national de Prague.

## Biographie
Stroupežnický est né dans un environnement d’éducation régionale ; son père est l'administrateur économique des domaines des Prémontrés et le directeur du bureau patrimonial du domaine de Cerhonice. Il ne termine que deux classes du lycée de Písek avant d'être expulsé pour fautes disciplinaires. Il devient ensuite stagiaire dans un domaine prémontré et archiviste dans sa ville natale. 
Il rencontre les frères Jan et Mikoláš Aleš. La relation avec Jan est plus qu'amicale, mais elle ne dure pas longtemps, car Jan ne peut supporter le poids de la jalousie de Ladislav et se suicide le Vendredi Saint de 1867. Trois mois plus tard, alors qu'il est en embuscade la nuit, il tire accidentellement sur un garde-chasse, après quoi, dans un accès de rage, il tente de se suicider. Le coup lui arrache la mâchoire inférieure et le nez. Son père le fait transférer dans une clinique de Prague auprès du futur chirurgien Vilém Weiss (cs), où Ladislav subit plusieurs opérations, reste incapable de parler pendant un an et se consacre au dessin, à l'écriture et à la sculpture sur bois ou sur ivoire, notamment des silhouettes découpées à la scie sauteuse. Même après un an à l'hôpital et une opération de chirurgie esthétique, son visage reste défiguré pour le reste de sa vie.
Peu de temps après l'accident, il s'installe à Prague, où il contribue à plusieurs magazines. Au début, il essaie de s’établir comme humoriste. À cette époque, il travaille comme commis dans une compagnie d'assurance, puis comme commis dans l'administration fiscale municipale. En 1882, lorsque la reconstruction du Théâtre national de Prague commence après un incendie, il en devient le premier dramaturge jusqu'à sa mort. À ce titre, il doit surmonter de nombreux obstacles et repousser les attaques et les critiques, non seulement de la part de ses ennemis, mais aussi de la part des auteurs et du public du spectre romantique. Ses critiques acerbes sont difficiles à supporter, notamment celles de Julius Zeyer. Selon d'autres critiques, sa rigueur et ses exigences élevées envers les dramaturges ont valu au théâtre un grand crédit depuis ses débuts. 
Le 22 mai 1890, il épouse l'actrice Anna Turková (1855-1909). Ils vivent ensemble à Prague, d'abord à Na Zderaze. Grâce à l'activité florissante du couple, Anna achète sa propre maison au numéro 11 à Vinohrady. En 1892, Stroupežnický meurt du typhus.  
Il est enterré au cimetière d'Olšany à Prague. Sa femme est également enterrée dans la même tombe. 

## Œuvres

### Théâtre
- 1875 : Noviny a karty
- 1877 : Pan Měsíček, obchodník
- 1877 : Černé duše
- 1878 : V ochraně Napoleona
- 1883 : Zvíkovský rarášek
- 1884 : Triumfy vědy
- 1884 : Velký sen
- 1885 : Paní mincmistrová
- 1886 : Christoforo Colombo
- 1887 : Naši furianti
- 1887 : V panském čeledníku
- 1887 : Sirotčí peníze
- 1888 : Václav Hrobnický z Hrobnic
- 1890 : Vojtěch Žák, výtečník
- 1891 : Zkažená krev
- 1892 : Na Valdštejnské šachtě

### Prose
- 1875 : Humoristické čtení
- 1878 : Cavani
- 1879 : Rozmarné historky
- 1881 : Povídky a novely
- 1881 : Synové grafitového rytíře
- 1891 : Z Prahy a venkova